# اسماعیل پاشا بغدادی
اسماعیل پاشا بن محمدامین بن امیرسلیم معروف به اسماعیل پاشای بغدادی یا اسماعیل پاشای بابان‌زاده، (۱۸۳۹ در بغداد - ۱۹۲۳ در استانبول) کتابشناس و زندگی‌نامه‌نویس کرد اهل امپراتوری عثمانی بود.

## زندگی
اسماعیل پاشا بن محمدامین بن امیرسلیم در سال ۱۸۳۹ (۱۲۵۵ قمری) در بغداد در عثمانی سابق به دنیا آمد. اگرچه رفعت بیلگه کلیسی به سبب شهره بودن او به پاشا وی را ترک دانسته، اما عزالدین تنوخی این پسوند را دال بر قومیت او ندانسته و با رد نظر کلیسی، بر تعلق او به طایفهٔ کردتبار بابان صحه می‌گذارد. اسماعیل پاشا پس از گذراندن تحصیلات رایج در آن زمان، وارد تشکیلات نظامی امپراتوری عثمانی شده و در سال ۱۸۷۵ به استانبول منتقل شده و در زمان انقلاب ۱۹۰۸ عثمانی که منجر به بازگشت به قانون اساسی ۱۸۷۶ و اعلام مشروطیت شد، با درجهٔ «میرلوا»یی به ریاست یکی از سعبه‌های ژاندارمری عثمانی رسید.

## آثار
1. ایضاح المکنون فی الذیل علی کشف الظنون، در دو مجلد.

این کتاب ذیلی است بر کتاب کشف الظنون نوشتهٔ مصطفی بن عبدالله حاجی خلیفه، که در فاصلهٔ سال‌های ۱۸۷۸ تا ۱۹۰۵ نوشته شده و موضوع آن کتاب‌شناسی و معرفی و فهرست‌نویسی از کتاب‌های کتابخانه‌ها است. این کتاب در سال ۱۹۴۵ پس از درگذشت اسماعیل پاشا، به تصحیح محمدشرف‌الدین یالتقایا و رفعت بیلگه کلیسی، از روی نسخه دستنویس مؤلف ، منتشر شده‌است.
1. هدیّه‌العارفین: اسماءالمؤلفین و آثارالمصنّفین، در دو مجلد.

این کتاب نیز به معرفی نویسندگان اهل عثمانی و کتاب‌های آن‌ها اختصاص دارد و در آن در رابطه با ۹ هزار نویسنده و ۵۰ هزار کتاب اطلاعاتی ارائه داده شده‌است. این کتاب نیز نخستین بار نخستین بار پس از درگذشت مؤلف در استانبول انتشار یافت و سپس بارها در بیروت و بغداد و تهران، به صورت افست به چاپ رسید. نایل بیرقدار در سال ۱۹۹۰ در استانبول نمایه‌ای از معروف‌ترین اسامی این کتاب منتشر کرد.